# Hayabusa 2
Hayabusa 2 (はやぶさ? letteralmente falco pellegrino 2) è una sonda automatica sviluppata dall'Agenzia Spaziale Giapponese (JAXA) con lo scopo di raggiungere l'asteroide 162173 Ryugu e prelevare dei campioni di suolo da riportare sulla Terra. Il lancio della missione, previsto per il 30 novembre 2014, è avvenuto il 3 dicembre, alle 4:22 UTC. Il 27 giugno 2018 la sonda ha raggiunto l'asteroide orbitandogli ad una distanza di circa 20 chilometri. Dopo circa un anno e mezzo di misure e rilevamenti, la sonda ha iniziato le manovre di riavvicinamento verso la Terra il 13 novembre 2019 portando con sé in una capsula i campioni raccolti sulla superficie di Ryugu. Il 6 dicembre 2020 la capsula, contenente i campioni raccolti sull'asteroide, è rientrata nell'atmosfera terrestre per atterrare nel deserto australiano, mentre la sonda Hayabusa 2 ha proseguito la missione dirigendosi nello spazio profondo per raggiungere l'asteroide 1998 KY26.
Segue la missione Hayabusa lanciata nel 2003, che nel 2010 ha riportato sulla Terra dei campioni dall'asteroide 25143 Itokawa.

## Panoramica della missione
Lanciata dalla Terra nel dicembre del 2014, la sonda ha utilizzato la propulsione ionica per raggiungere (il 27 giugno 2018) l'asteroide Apollo di tipo C 162173 Ryugu, di circa 0,87 km di diametro.
La sonda è entrata in orbita attorno all'asteroide e vi è rimasta per circa un anno e mezzo. Durante questo periodo ha eseguito osservazioni ravvicinate della superficie, depositandovi un piccolo lander MASCOT (di 10 kg) e tre piccoli rover MINERVA (di 0,5 kg ciascuno). Ha inoltre raccolto con un braccio robotico dei campioni della superficie che riporterà sulla Terra. Il viaggio di ritorno è iniziato il 13 novembre 2019 ed è allo studio una estensione della missione che, dopo il rientro sulla Terra della capsula contenente i campioni raccolti, potrebbe portare la sonda a visitare altri asteroidi nell'arco di una decina di anni.

## Sviluppo
La missione fu ideata mentre la precedente Hayabusa era ancora in attività. Nel 2003 la Commissione per le attività spaziali, che gestisce il finanziamento governativo del programma spaziale giapponese, approvò la missione. Ne diede annuncio nel gennaio del 2007 Keji Tachikawa, presidente della JAXA, durante una conferenza stampa.
Nel luglio del 2009, l'architettura della missione fu descritta da Makoto Yoshikawa durante il 27º Simposio internazionale sulla tecnologia e le scienze spaziali (International Symposium on Space Technology and Science, ISTS), che ha luogo ogni due anni in Giappone. La fase di sviluppo vera e propria ha avuto inizio nell'agosto del 2010, quando l'agenzia spaziale nipponica ha ottenuto l'approvazione a procedere dal governo. Il costo del progetto era stimato in 16,4 miliardi di yen.
La costruzione della sonda è stata affidata nel 2012 alla NEC Corporation, che aveva già realizzato la precedente. Il progetto andò però incontro a problemi di finanziamento e la JAXA cercò partner internazionali che volessero partecipare alla missione. Nel giugno del 2013 il CNES francese e la DLR tedesca hanno annunciato di essere entrate nel progetto, con l'impegno alla realizzazione del lander MASCOT (Mobile Asteroid surface SCOuT).

## Caratteristiche tecniche

### Hayabusa 2
Hayabusa 2 è molto simile alla sonda Hayabusa che l'ha preceduta, con le principali differenze che interessano l'aggiunta di una seconda antenna ad alto guadagno, miglioramenti nel sistema propulsivo e alle ruote di reazione per il controllo dell'assetto, il trasporto di un piccolo lander MASCOT e alcune modifiche nel sistema per la raccolta dei campioni dalla superficie dell'asteroide. Ne risulta aumentata la massa della sonda, che risulta di 600 kg dei quali 100 di propellente, mentre le dimensioni rimangono sostanzialmente invariate, 1,0 × 1,6 × 1,25 m.
Hayabusa 2 è alimentata da pannelli fotovoltaici fissi, dispiegati in orbita, di 6 m di apertura, che forniscono una potenza stimata di 2,6 kW ad una distanza di un'unità astronomica dal Sole. I quattro propulsori ionici utilizzano xeno e forniscono una spinta complessiva di 28 mN, con un impulso specifico di 2080 s. Complessivamente, forniranno un delta-v di 2 km/s. La sonda è dotata inoltre di 12 propulsori chimici ad idrazina in grado di fornire 20 N di spinta per le manovre di correzione di rotta e quelle in prossimità della Terra. Il controllo dell'assetto è ottenuto utilizzando quattro ruote di reazione, due sensori stellari, due unità di misura inerziale, quattro accelerometri e quattro sensori solari. Le comunicazioni avvengono tramite due antenne fisse ad alto guadagno (una operante nella banda X, l'altra nella banda Ka) e una antenna a medio guadagno.

### MINERVA II
Hayabusa 2 imbarca tre piccoli rover MINERVA (MIcro Nano Experimental Robot Vehicle for Asteroid, indicati come 1A, 1B e 2), simili a quello presente sulla sonda precedente che però fallì l'atterraggio. Ciascuno dispone di un sistema di movimento che, grazie ad una massa eccentrica posta in rotazione da un motore, consente al rover di spostarsi "saltellando" sull'asteroide grazie al suo tenue campo gravitazionale. Ogni salto dura circa 15 minuti e consente di spostarsi lateralmente di 15 metri. Sono inoltre equipaggiati con fotocamere a colori, un accelerometro, un giroscopio e termometri. I rover inviano i dati raccolti con una velocità massima di 32 kbps alla sonda madre che li ritrasmette poi verso la Terra.
I primi due rover (Rover 1A e 1B, in seguito ridenominati rispettivamente HIBOU e OWL) sono contenuti in un'unica unità (MINERVA II-1) che si è separata come previsto dalla sonda Hayabusa 2 il 21 settembre 2018 ad un'altezza di circa 55 metri dall'asteroide. Il giorno seguente la JAXA ha confermato che entrambi i rover sono atterrati su Ryugu, iniziando a muoversi autonomamente su di esso, trasmettendo così per la prima volta nella storia immagini e filmati ripresi dalla superficie di un asteroide.
I nomi HIBOU (acronimo di Highly Intelligent Bouncing Observation Unit che in francese significa gufo reale) e OWL (Observation unit with intelligent Wheel Locomotion, che in inglese corrisponde all'ordine degli strigiformi) sono stati scelti in omaggio all'animale sacro a Minerva, la divinità romana della saggezza e della lealtà in guerra.
Il 3 ottobre 2019 anche il terzo e ultimo rover (Minerva II-2) è stato sganciato sulla superficie dell'asteroide.

### MASCOT
Il lander MASCOT (acronimo per Mobile Asteroid Surface SCOuT) è stato sviluppato dall'agenzia spaziale tedesca DLR, con la collaborazione del Centre national d'études spatiales (CNES), ed è derivato da studi condotti per il lander Philae della sonda europea Rosetta e per la missione Marco Polo. Il suo obiettivo è stato condurre osservazioni in situ sulla superficie dell'asteroide.
Ha un peso complessivo di 10 kg, dei quali 3 di carico utile. Ha dimensioni di 0,3 × 0,3 × 0,2 m. La struttura è realizzata in fibra di carbonio. La protezione termica è di tipo passivo: le schede elettroniche sono custodite in un alloggiamento in alluminio, rivestito da isolante multistrato (Multi-layer insulation) MLI. È alimentato da una batteria primaria di 220 Wh non ricaricabile, che gli consente una durata stimata in 12 ore. Il lander è semiautonomo e comunica con la nave madre attraverso due antenne omnidirezionali. La sua mobilità è comandata attraverso il movimento di una massa eccentrica, posta all'estremità di un braccio mobile.
MASCOT è dotato di quattro strumenti scientifici: un microscopio operante nell'infrarosso, sviluppato dall'Institut d'Astrophysique Spatiale; una fotocamera sviluppata dalla DLR; un magnetometro a tre assi sviluppato dall'Università tecnica di Braunschweig e un radiometro sviluppato dalla DLR per misure termiche.
Dopo essersi separato dalla sonda madre, il 3 ottobre 2018 il lander ha raggiunto la superficie dell'asteroide atterrando, però su un lato che non consentiva l'uso ottimale dei suoi sensori. Dopo aver autonomamente tentato di girarsi su un fianco, è stata programmata da Terra una manovra del braccio rotante che ha consentito il corretto riposizionamento del MASCOT. Nel corso di tre giorni e due notti trascorsi sull'asteroide (ogni ciclo giorno-notte su Rygu dura 7 ore e 36 minuti), il lander è riuscito a completare tutte le osservazioni pianificate.

## Campionamento asteroide

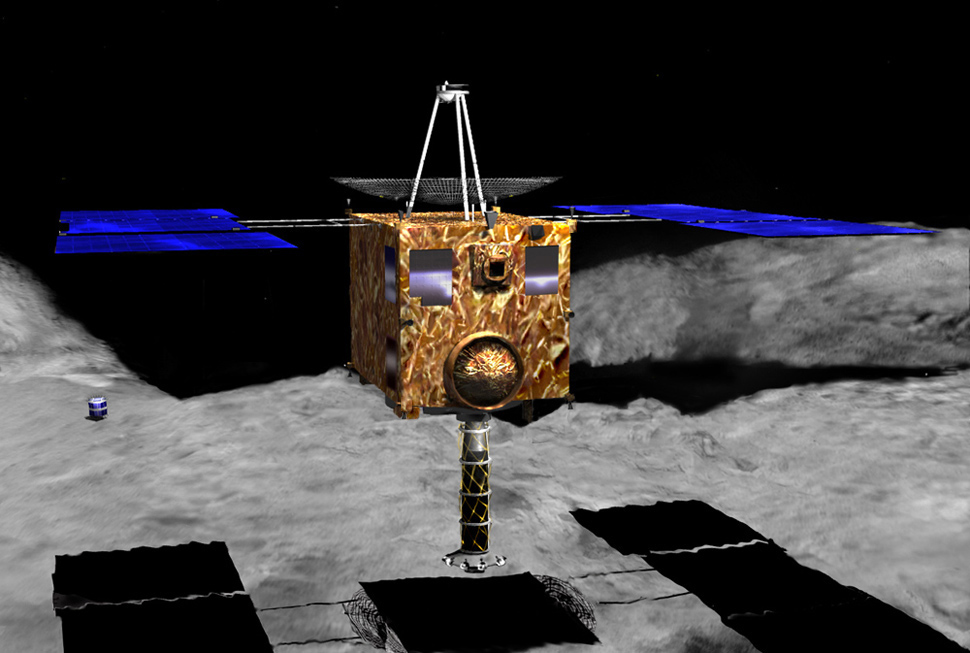
Rappresentazione artistica della sonda Hayabusa.

L'obiettivo principale della missione consiste (come per la precedente missione Hayabusa) nella raccolta di campioni della superficie dell'asteroide da riportare sulla Terra per l'analisi in laboratorio. Una volta raggiunta la superficie dell'asteroide, viene sparato un piccolo proiettile di tantalio della massa di 5 grammi ad una velocità di circa 300 metri al secondo. La nube di detriti così generata investe un tubo di raccolta che convoglia il campione in una camera del volume di 25 centimetri cubici.
In seguito alla dettagliata ispezione della superficie ottenuta anche dalle immagini trasmesse dai rover tra settembre ed ottobre 2018, è stato deciso di posporre la prima raccolta di campioni. Questo ritardo si è reso necessario a causa dell'imprevista natura accidentata della superficie dell'asteroide che ha richiesto l'individuazione di una zona di atterraggio relativamente sgombra da massi o altri ostacoli che possano urtare il corpo della sonda o i suoi pannelli solari al momento del campionamento. Tra novembre e dicembre 2018, la particolare posizione della sonda (in opposizione rispetto al Sole) ha reso le comunicazioni con il centro di controllo difficoltose ed il primo tentativo di raccolta campioni, già previsto non prima di gennaio 2019, è slittato al 21 febbraio 2019.

Animazione del dispiegamento della SCI e campionamento dal cratere risultante

Il piano iniziale prevedeva la raccolta di campioni in tre distinte manovre, ma, considerando i rischi legati alla presenza di massi e sporgenze sulla superficie e giudicando soddisfacente la quantità raccolta nel primo campionamento, si è deciso di annullare un secondo campionamento della superficie esposta e procedere (nella prima settimana di aprile 2019) con la raccolta di materiale proveniente da un cratere di impatto generato da un dispositivo (Small Carry-on Impactor o SCI) composto di una carica esplosiva ed un proiettile di rame di 2,5 kg. Una volta posizionato il dispositivo ad un'altitudine prevista di 500 metri, la sonda si è portata nella parte opposta di Ryugu (in modo da evitare di essere investita dagli eventuali detriti dell'esplosione) mentre il proiettile è stato sparato verso la superficie dell'asteroide ad una velocità di circa 2 km al secondo. La sequenza di impatto è stata registrata da un altro piccolo dispositivo rilasciato dalla sonda (DCAM3) dotato di due telecamere che ha identificato il punto di impatto. Dopo un paio di settimane, necessarie a far riprecipitare sull'asteroide la nube di detriti, la sonda si è riposizionata sulla verticale del cratere (delle dimensioni di circa 200 metri di raggio).
L'11 luglio 2019 la sonda ha effettuato con successo il secondo campionamento raccogliendo il materiale proveniente dal sottosuolo dell'asteroide non esposto al fenomeno dell'erosione spaziale, ossia non contaminato dall'interazione con i raggi cosmici, vento solare e impatti con micrometeoriti a cui è soggetta la superficie dell'asteroide.

### Recupero campioni
Terminata la fase di osservazione e campionamento, la sonda è ripartita da Ryugu il 13 novembre 2019. Una volta raggiunta la Terra è stata rilasciata una capsula contenente i campioni raccolti che è rientrata nell'atmosfera atterrando in prossimità del poligono militare di Woomera, in Australia, il 6 dicembre 2020. I campioni saranno poi analizzati presso i laboratori della JAXA ed in parte ceduti a gruppi internazionali di ricerca selezionati, al fine di approfondire così la conoscenza della sua composizione e della sua storia evolutiva